# Kruševac
Kruševac (serbisk kyrilliska: Крушевац) är en stad i Serbien med 75 000 invånare (kommunen har 134 000 i staden samt i 101 byar).
Kruševac grundades år 1374 av den serbiske tsaren Lazar Hrebeljanović. I staden finns den ortodoxa kyrkan Lazarica som byggdes mellan 1331 och 1355.

## Galleri

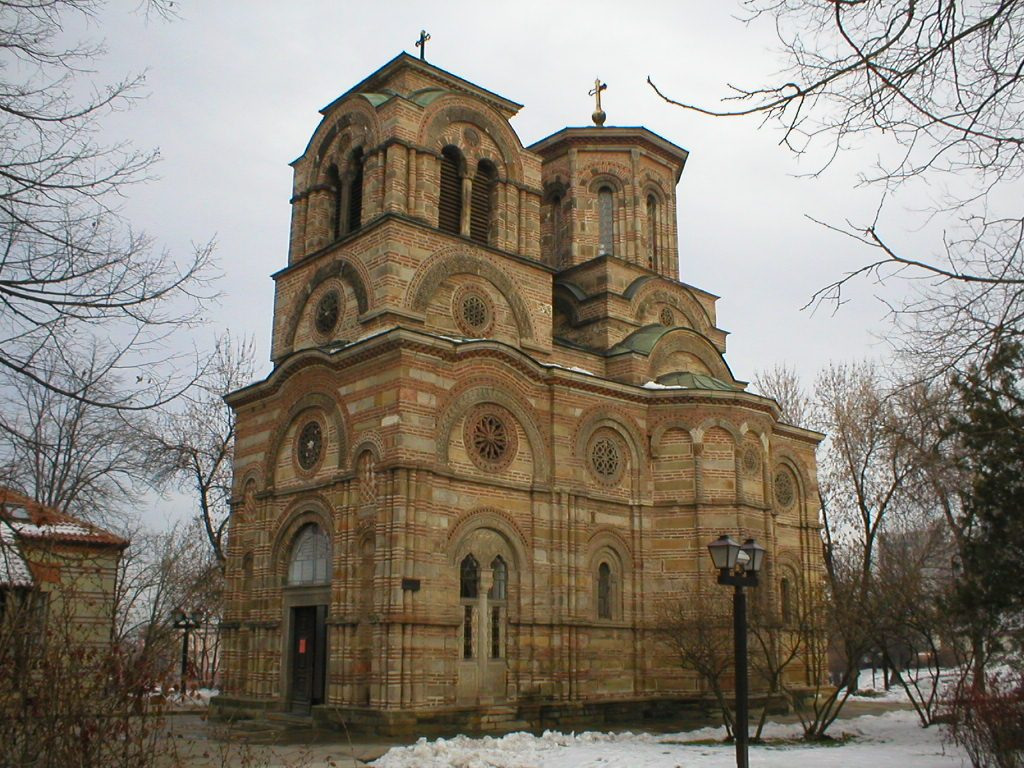
Ortodoxa kyrkan Lazarica.
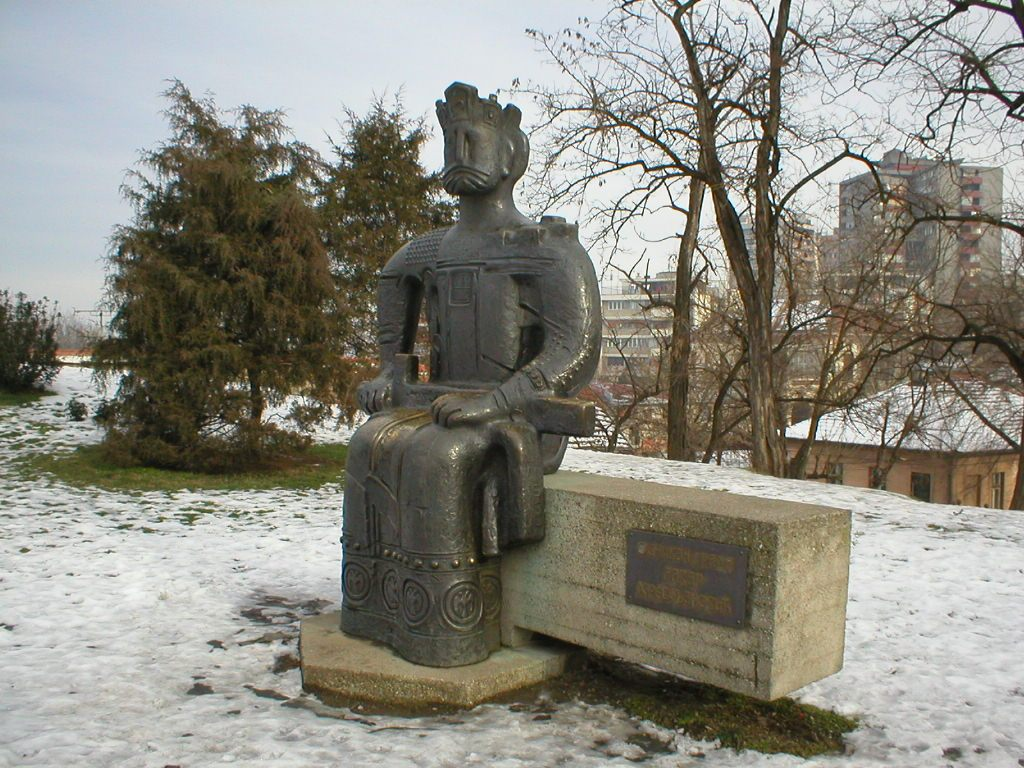
Staty av tsaren Lazar Hrebeljanović.
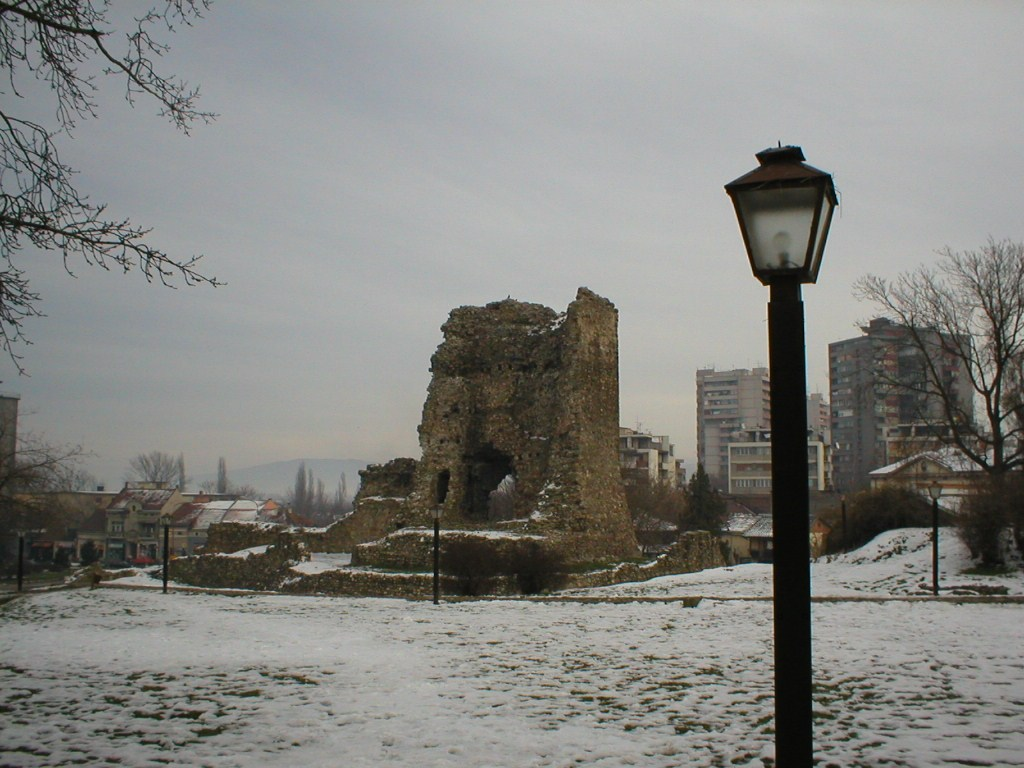
Ruinerna från den medeltida borgen.